# Pericoma dlabolai
Pericoma dlabolai är en tvåvingeart som beskrevs av Jezek 1990. Pericoma dlabolai ingår i släktet Pericoma och familjen fjärilsmyggor.
Artens utbredningsområde är Iran. Inga underarter finns listade i Catalogue of Life.